# Дивергент, глава 2: Инсургент
«Дивергент, глава 2: Инсургент» (англ. The Divergent Series: Insurgent) — фильм режиссёра Роберта Швентке по роману Вероники Рот «Инсургент». Является продолжением фильма «Дивергент». На экранах с марта 2015 года.
Также были запланированы ещё два фильма — экранизации книги «Эллигент». Первый фильм под названием «Дивергент, глава 3: За стеной» (The Divergent Series: Allegiant) вышел 9 марта 2016 года, а второй — «Дивергент, глава 4: Асцендент» (The Divergent Series: Ascendant) так и не вышел

## Сюжет
Фильм начинается с кадров, где Эрик выносит некий предмет из дома Прайоров в «Отречении». Джанин объявляет дивергентов вне закона.
Трис, Фор, Калеб, Питер и Маркус добираются до фракции «Дружелюбие». Трис постоянно мучают кошмары, в которых она видит своих убитых родителей. Жители «Дружелюбия» первоначально отказываются их принять, но Фор уговаривает их приютить героев на некоторое время. Трис остригает волосы. Питер обвиняет Трис в смерти её родителей, из-за чего между ними начинается драка. Лидер фракции — Джоанна объясняет им, что драки в «Дружелюбии» недопустимы, но прощает их.
Во фракцию прибывают грузовики эрудитов. Герои прячутся в доме Джоанны. Эрик требует у неё разрешение на диагностику жителей на предмет дивергенции. Питер сдает Трис, Фора и Калеба, но они собираются сбежать, самого Питера забирают в штаб Эрудитов. Герои спасаются в поезде «Изгоев», где встречают изгоев. Между ними завязывается драка, в которой чуть не умирает Трис. Внезапно Фор называет своё настоящее имя — Тобиас Итон, и те успокаиваются, так как давно его искали. Трис, Калеб и Тобиас попадают в деревню изгоев-повстанцев, которыми руководит мать Фора Эвелин. Из-за того, что Эвелин бросила Тобиаса в детстве с Маркусом, Фор не любит свою мать. На следующий день Трис и Фор (Калеб отказался с ними идти, так как понимал, что жизнь бесстрашных не для него) отправляются в «Искренность».
В «Искренности» Трис и Фор встречают Тори, Кристину и остальных бесстрашных. Глава фракции отказывается приютить героев, но Фор предлагает ввести им сыворотку правды. Из-за действия сыворотки Трис признаётся перед Кристиной, что убила Уилла. Ночью на бесстрашных нападают солдаты эрудитов во главе с Эриком и усыпляют бесстрашных дротиками. Эти дротики не действуют на Трис. Эрудитам удаётся поймать героиню и ей проводят диагностику и узнают, что Трис является дивергентом на 100 %. В этот момент появляется Фор с людьми и освобождает Трис и пленных. Между ним и Эриком завязывается схватка, в которой побеждает Тобиас. После схватки Тобиас убивает Эрика из пистолета.
Трис, Фор и бесстрашные решают вернуться к Эвелин. В деревне несколько человек (в числе которых оказалась Кристина) пытаются совершить самоубийство, но Тори и Трис успевают спасти одну бесстрашную и саму Кристину. Причиной этого оказываются дротики-передатчики, которые невозможно достать. Трис отчаивается, но Тобиас её успокаивает. 
Ночью, пока Фор спит, Трис отправляется к эрудитам и её арестовывают. В штабе она находит Питера и в порыве гнева чуть не убивает его. Джанин говорит Трис, что она должна открыть коробку (предмет из начала фильма), иначе самоубийства будут продолжаться. Трис соглашается и проходит все моделирования, кроме «Дружелюбия». Калеб (который оказался предателем) уговаривает Джанин дать отдохнуть Трис. Он приходит в её камеру и говорит о правильности эрудитов, но Трис с ним не соглашается. Во время очередного сеанса визуализации Трис накидывается на «ненастоящую» Джанин, которая обвиняла её в смерти родителей, тем самым проваливая моделирование и умирая. Её тело везут к пленному Фору и тот в гневе накидывается на Питера и охранников, но неожиданно Трис открывает глаза. Оказывается, Питер специально ввёл сыворотку Трис, чтобы все подумали, что она умерла, так как во время прохождения этапа Отречения, она спасает ему жизнь в симуляции. Герои решают забрать шкатулку и Питер бежит к компьютеру, а Трис и Фор прибывают в комнату визуализации, где Трис снова пытается пройти моделирование «Дружелюбие». Ей надо сразиться со своей копией — жестокой Трис, «какой её видят другие» и которую она ненавидит, — но она сдерживает гнев и проходит испытание. Коробка запускает послание от Создателей, в котором говорится, что дивергенты помогали сохранить мир в Чикаго и что Создатели ждут людей за стеной. Джанин, которая была уверена, что дивергенты — враги системы, приказывает стереть послание, но в этот момент врываются повстанцы во главе с Эвелин и арестовывают Джанин, Калеба и остальных эрудитов. Послание показывают по всему Чикаго, и люди начинают толпами идти к стене.
В финальных кадрах показана пленённая Джанин. В её камеру входит Эвелин, и Джанин говорит, что не может видеть, как рушится система. На это Эвелин отвечает: «Ты этого и не увидишь» и стреляет ей в голову из пистолета.

## В ролях
| Актер (Актриса) | Роль                      |
| --------------- | ------------------------- |
| Шейлин Вудли    | Беатрис (Трис) Прайор     |
| Тео Джеймс      | Тобиас (Четыре, Фор) Итон |
| Джай Кортни     | Эрик                      |
| Кейт Уинслет    | Джанин Мэтьюз             |
| Энсел Элгорт    | Калеб Прайор              |
| Майлз Теллер    | Питер                     |
| Зои Кравиц      | Кристина                  |
| Наоми Уоттс     | Эвелин                    |
| Октавия Спенсер | Джоанна                   |
| Дэниел Дэ Ким   | Джек Кан                  |
| Мэгги Кью       | Тори Ву                   |
| Эшли Джадд      | Натали Прайор             |

## Критика
Фильм получил преимущественно отрицательные оценки кинокритиков. На Rotten Tomatoes фильм имеет рейтинг 29 % со средней оценкой 5 из 10 на основе 207 рецензий критиков. Консенсус критиков на сайте гласит: «Шейлин Вудли выкладывается на полную, но Инсургент всё же является ощутимым шагом назад для франшизы, которая пытается выделиться среди множества молодежных антиутопий». Metacritic дал фильму 42 из 100 баллов на основе 40 отзывов, подчёркивая это как «в целом смешанные отзывы». На сайте IMDb фильм получил рейтинг 6.2 из 10. Благодаря предпоказам российских кинопрокатчиков фильм также уже успел собрать смешанные отзывы в СМИ и блогосфере. Так, ресурс Afisha.ru выставил среднюю оценку 3.7 из 5, а некоторые блогеры отметили, что вторая часть выгодно отличается от первой.